# Джонс, Филиберт
Филиберт Тиодор Джонс (англ. Philibert Theodore Jones; род. 12 ноября 1964, Сан-Фернандо) — тринидадский футболист, нападающий.

## Биография
Большую часть карьере провел в клубе «Юнайтед Петротрин». Из него Джонс на время уезжал в США, где он играл за команду «Шарлотт Иглз». В сезоне 1995/96 тринидадец забил за нее 18 голов и стал лучшим бомбардиром клуба. В конце восьмидесятых — начале девяностых Джонс был одним из ведущих игроков сборной Тринидада и Тобаго. Вместе с ней он в 1989 году побеждал в Карибском кубке и завоевывал бронзовые медали в чемпионате наций КОНКАКАФ.
После завершения карьеры Джонс входил в тренерский штаб команды «Юнайтед Петротрин».

## Достижения

### Международные
- Бронзовый призер Чемпионата наций КОНКАКАФ (1): 1989.
- Обладатель Карибского кубка (1): 1989.
- Победитель Клубного чемпионата КФС (1): 1997.

### Национальные
- Обладатель Кубка Тринидада и Тобаго (1): 1997.

## Семья
Филиберт Джонс является дядей известного тринидадского футболиста Кенуайна Джонса (род. 1984).